# طيران غرب السويد الرحلة 294
طيران غرب السويد الرحلة 294 طائرة بومباردييه سي آر جيه 200PF في رحلة طيران من أوسلو إلي ترومسو في 8 يناير 2016 حيث قتل الطياران وكشف موقع التحطم قرب بحيرة أكاجايوري بدولة السويد وعرض التقرير النهائي في 9 مارس 2016 حيث عرفوا بإن خطأ الطيار بسبب الأرتباك الفضائي بسبب الطقس السئ وخطأ ميكانيكي هو السبب وراء الحادثة المروعة وبعد كل هذا المكتشفات كشف التحقيق بإن سرعة الطائرة بلغت 508 عقدة/ساعة أعلي من السرعة القصوي غير المسموح بتجاوزها وهي 315 عقدة/ساعة وكشف مقياس فرانكلين للسرعة بإن درجة السرعة كانت ساكنة لمدة قصيرة تساوي 9.5 ثواني قبل ترتفع الدرجة إلي 8.2 درجات خلال 21 ثانية ثم إنخفضت الدرجة إلي -4.2 درجات خلال 33.5 ثانية وأرتفعت إلي 8.1 درجات خلال 20 ثانية وبعدها إنخفضت إلي 1.2 درجات في 15 ثانية وأرتفعت إلي 4.0 درجات خلال 30 ثانية وبعدها إرتفعت إلي 4.5 درجة خلال 15 ثانية وكشف مقياس سيليس للسرعة بإن الطائرة كانت ساكنة أطول بقليل من الذي كشفه مقياس فرانكلين للسرعة لمدة 15 ثانية ثم بدأت بسرعة انخفاض غير منتظمة إلي -4.0 درجة في 21.5 ثانية ومن ثم إرتفعت بغير انتظام إلي -1.1 درجة في 37.5 ثانية وثم إنخفضت بشكل جنوني إلي -9.1 درجة في 10.5 ثواني وثم بقيت ساكنة لمدة 2.5 ثواني ثم إرتفعت إلي -9.9 درجة خلال 5 ثواني وإنخفضت إلي -8.1 درجة خلال 7 ثواني ومن ثم إرتفعت إلي 8.1 درجة خلال 10 ثواني.